# Gödöllői Agrártudományi Egyetem
A Gödöllői Agrártudományi Egyetem a magyar mezőgazdasági felsőfokú oktatás önálló intézménye volt 1948 és 2000 között. Utóda a Magyar Agrár- és Élettudományi Egyetem. Története során szervezeti kapcsolatba került az ország több mezőgazdasági akadémiájával, az állatorvos-tudomány, valamint a mezőgazdaság gépesítésének oktatási intézményeivel.

## Története

### Előzmények
A XX. században ehhez hasonló oktatás a József Nádor Műszaki és Gazdaságtudományi Egyetemen folyt. Kapcsolódási pontjai a későbbi Agrártudományi Egyetemmel: az állatorvosképzés, valamint a mezőgazdasági gépészmérnök-képzés, a Kertészeti és Szőlészeti Főiskolával: a kertészet és szőlészet oktatása. A gazdálkodástudomány folytatása a Közgazdasági Egyetemre került.
Az Ideiglenes Kormány földművelésügyi miniszterének, Nagy Imrének javaslatára 1945-ben jött létre Budapest székhellyel a Magyar Agrártudományi Egyetem (8.740/1945. M. E. sz. rendelet szeptember 26.). Ez az egyetem szervezetileg a Műegyetem Mezőgazdasági és Állatorvosi Kara alapján épült fel. Részei: az Állatorvostudományi, a Kert- és Szőlőgazdaság-tudományi, az Erdőmérnöki és a Mezőgazdaságtudományi kar. A Mezőgazdaságtudományi kar részei a budapesti, debreceni, keszthelyi és magyaróvári osztály voltak. Székhelye a Szent Imre herceg útja 27. (jelenleg Villányi út), a későbbi József Attila; a jelenlegi Szent Imre Gimnázium épülete. Az Egyetem később megkapta a Villányi út 29. alatti épületet (jelenleg: Budai Ciszterci Szent Imre Gimnázium) is, amely korábban egyházi tulajdon volt.
Rektorok ebben az időszakban:
Doby Géza 1945-1947
Manninger Rezső 1947-1948
Mohácsy Mátyás 1948-1949
Eévy Dezső 1949-1950
Máthé Imre 1950-1951

### Helyszínek
Az oktatás nem kezdődhetett el a Műszaki Egyetem épületeiben, erre a célra új épületekre volt szükség. Az egyik ilyen lehetőség az lett, hogy a II. világháború után egy időre megszűnt a katonatiszti képzés. Ezért az oktatás céljára felhasználták a Bolyai János Honvéd Műszaki Akadémia épületeit a Vörös Hadsereg útja (jelenleg Hűvösvölgyi út) 21-23. alatt. Felhasználták a Szent Imre herceg út 29. (Villányi út) alatti épületet is. Az apácarendek felszámolásával 1950-ben kiürült a Szent Margit Gimnáziumnak a Szent Imre herceg út 5-7. alatti épülete is; az apácákat teherautókkal szállították el. Az épületen több intézmény is osztozott: a Martos Flóra Gimnázium, a Kaffka Margit Gimnázium, valamint az Agrártudományi Egyetem alaptudományi tanszékei; a testnevelés és az étkezde. Az Egyetem tanszékei 1967-ben hagyták el az épületet.
Az Egyetem budapesti központi épülete a Notre Dame de Sion nővérek Szent Imre herceg útja 33-35. alatti egykori Erzsébet leányárvaházának épületében működött (a jelenlegi G épület). Az utca neve jelenleg Villányi út. Ebben az épületben azóta is folyamatos a felsőoktatás, jogutódja a Szent István Egyetem.
Az Egyetem Nagyboldogasszony útja (jelenleg Ménesi) úti A épülete a Gödöllőre való költözés idejében épült, 1949–1951-ben.
A Magyar Agrártudományi Egyetem Kert- és Szőlőgazdasági Kara a Hűvösvölgyi út – Ménesi út átmenet után az önálló Kertészeti és Szőlészeti Főiskolává alakult át 1953-ban. Jogutódja azóta folyamatosan ment át a Szent István Egyetembe. 1948-ban még »Kertészeti Tangazdaság Nagyboldogasszony útja 45.« címen szerepelt ez a helyszín a budapesti távbeszélő névsorban.

### Szervezeti átalakulások
Az 1948-as politikai átalakulások hatással voltak a felsőoktatásra is. Ekkor kezdődött meg az Egyetem átszervezése, még a régi nevén A vonatkozó törvény értelmében felügyeleti hatósága a Földművelésügyi Minisztérium volt; az átszervezést több lépésben hajtották végre. Így részben 343.600/1948. F.M. sz. rendelet: "A Magyar Agrártudományi Egyetem tanulmányi és vizsgarendjének az 1948/49 tanév II. félévére szóló módosítása és kiegészítése", majd a 77.900/1948. F. M. sz. "A Magyar Agrártudományi Egyetem tanszéki szervezetének, valamint tanulmányi és vizsgarendjének átmeneti szabályozása"
Ezt követte a négy vidéki osztály összevonása. Az egyetem rektora 1949-től a Műegyetemről ide áthelyezett Révy Dezső volt (1951—52. tanévben az Agronómiai és Mezőgazdasági Gépészeti Kar dékánja).
Alapító rektor:
Páter Károly 1950-1955 (a róla elnevezett utcában áll az Egyetem főépülete)
További rektorok:
Máthé Imre 1955-1956
Kolbai Károly 1958

### Agrártudományi Egyetem Gödöllőn

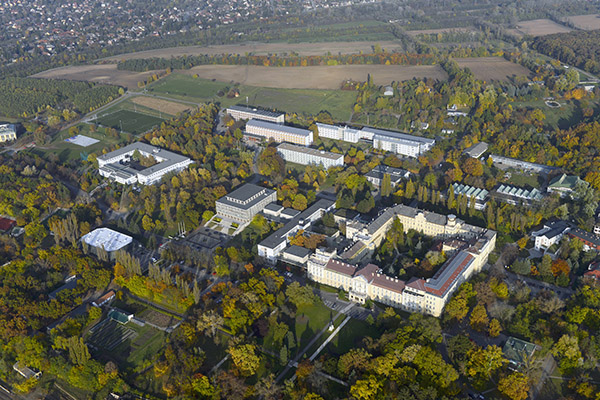
A gödöllői egyetemi negyed

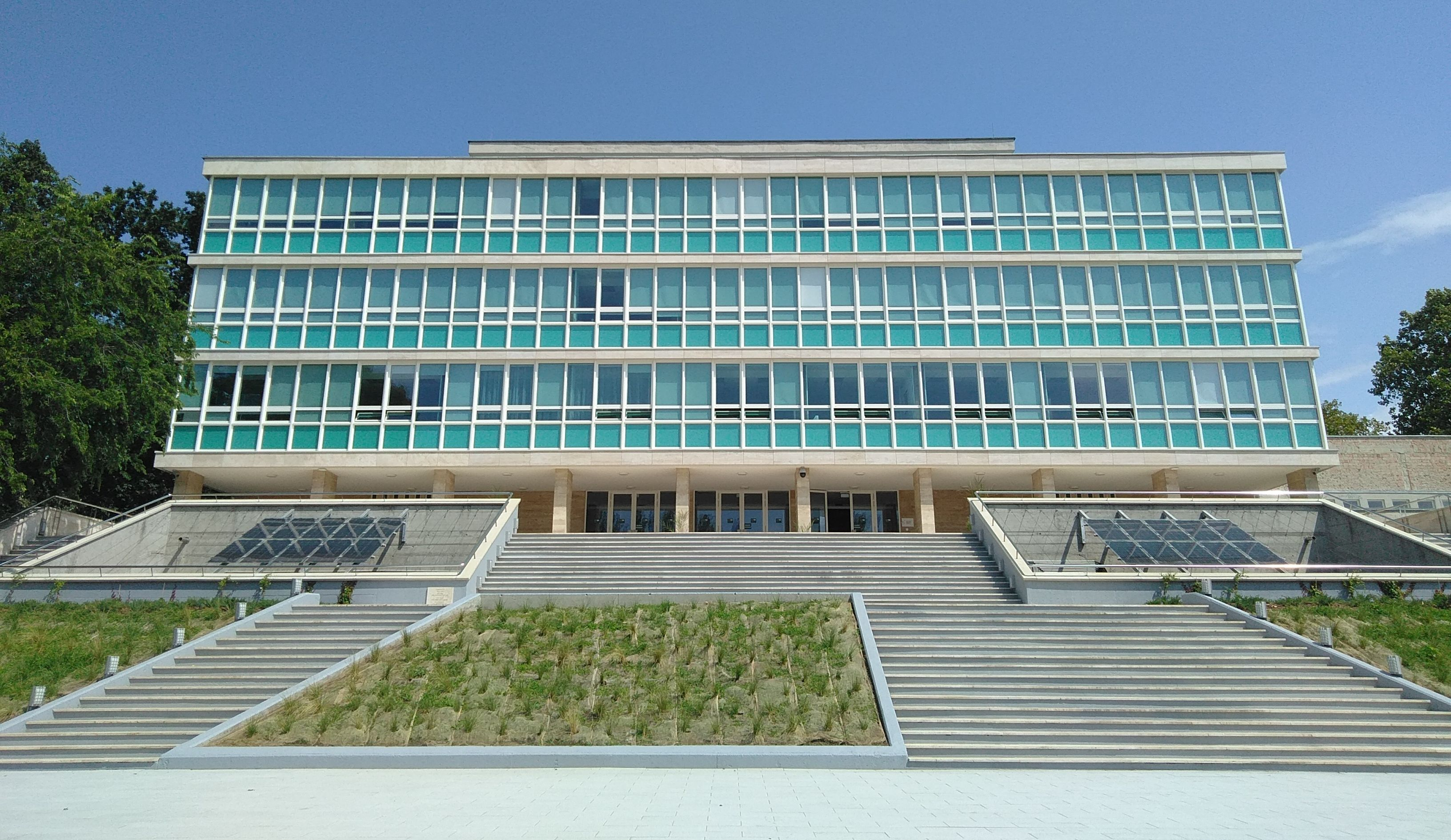
A Zöldy Emil tervei alapján 1969-ben épült aula

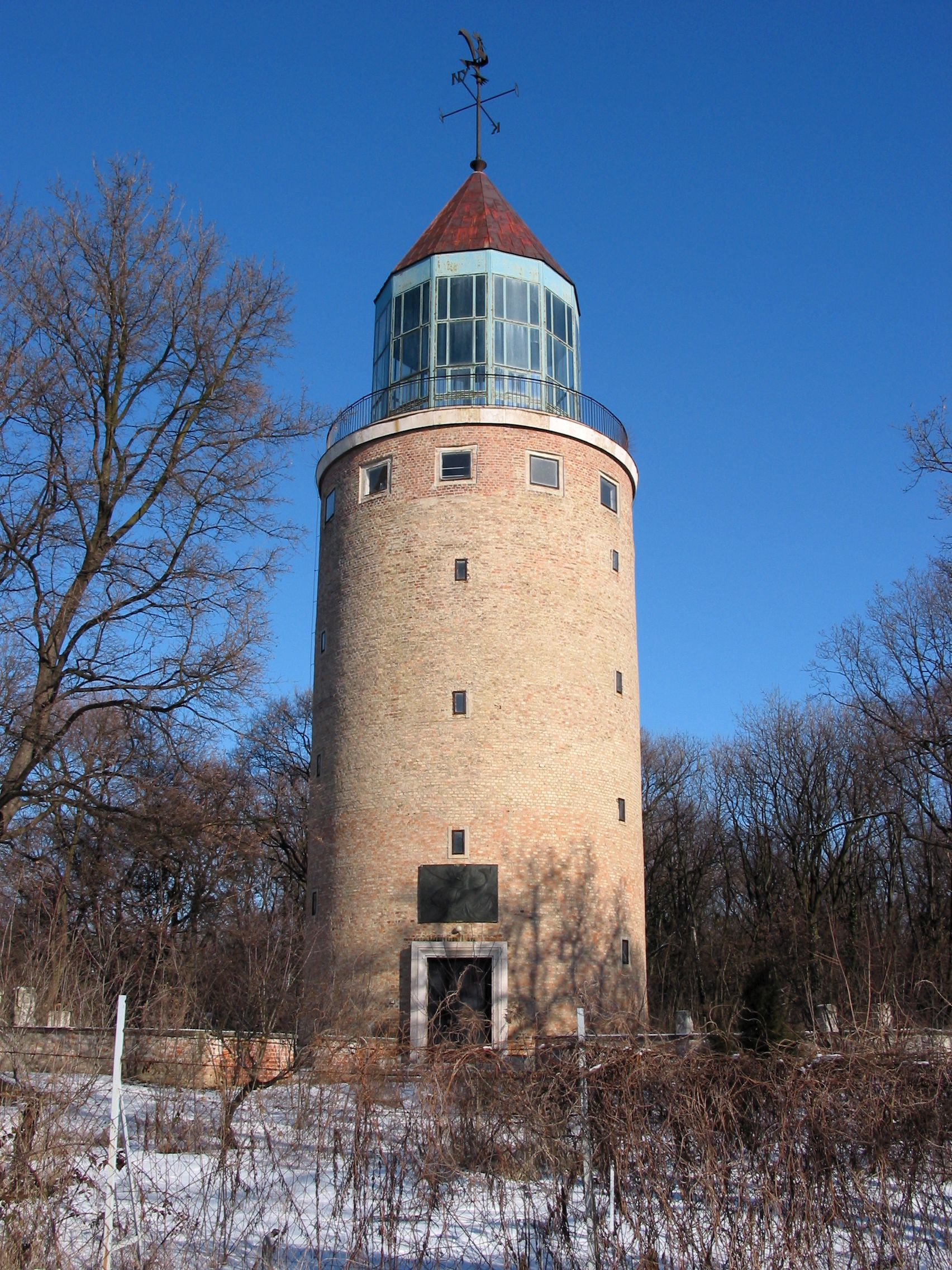
A Jánossy György és Czebe István tervei alapján 1955-ben épült víztorony

A 3208/1948 (IV.9.) Korm. sz. rendelet hozta létre a Gödöllői Mezőgazdasági Akadémiát. Igazgatója Hont János volt. Az Akadémia az 1058/1953 (IX.30.) Mt. h. (Akadémiai Közlöny) értelmében 1953. október elsejével szűnt meg. Hivatalosan két jogutódja lett: az Agrártudományi Egyetem és a Debreceni Mezőgazdasági Akadémia.
A Magyar Agrártudományi Egyetem (már új nevén, Agrártudományi Egyetemként) 1950-től több lépésben átköltözött Gödöllőre, a Premontrei Rend második világháború után megszüntetett Szent Norbert Gimnáziumának 1923-1929 között emelt épületegyüttesébe.
A Mezőgazdaság-tudományi Kar agronómiai, állattenyésztési, mezőgazdasági, gépesítési, továbbá agrárközgazdasági szakokra oszlott, s ezek a következő tanévben karokká alakultak.
Hamarosan kiderült, hogy egy ekkora intézmény vezetése nehézkessé válik, ezért néhány kar önállósult: 1952-ben az Állatorvosi és az Erdőmérnöki; 1953-ban Kertészeti és Szőlészeti (főiskolaként), 1954-ben a Mezőgazdasági Gépészmérnöki kar (főiskolaként) Igazgató: Váradi János
A vidéki karok önálló akadémiává váltak: Mosonmagyaróvár és Keszthely.
1951-től 1956-ig a nagyüzemi termelési ágazatok igényei szerint (növénytermesztés, állattenyésztés, ökonómia) több kar működött egymás mellett, majd 1957-ben a karok egyesültek Gödöllői Agrártudományi Egyetem néven. A város egyetemi negyedében az ott dolgozók számára 1954-1958 között jellegzetes szocreál lakótelep épült. A diákság részére pedig 1958-1970 között a műemlék főépület a kor stílusjegyeit magán viselő kampusz és kollégium épületekkel bővült. A Gépészmérnöki Kar és az aula 1969-ben átadott szocmodern tömbjét Zöldy Emil tervezte. Több mint félévszázados fejlődésének eredményeként a Gödöllői Agrártudományi Egyetem az ország legnagyobb agrárfelsőoktatási és kutatási intézményévé vált és meghatározó szerepet játszott a hazai agárkutatások számos ágazatában. 1988-ban a Gépészmérnöki Kartól északra, a sportpályák mellett, önálló épületben kapott helyet a Mezőgazdasági Eszköz- és Gépfejlődés-történeti Szakmúzeum.
Tekintettel arra, hogy az Egyetemről levált főiskolák egyetemi hagyományokat és alapokat hordoztak, engedélyezték számukra – megfelelő doktori cselekmény elvégzése után – a doktori fokozat kiadását.
A következő évben a vidéki főiskolák egyetemi rangot kaptak, A Mezőgazdasági Gépészmérnöki Főiskola visszatért ez Egyetem kebelébe és önálló karrá alakult Mezőgazdasági Gépészmérnöki Kar néven. A debreceni, a keszthelyi és a mosonmagyaróvári akadémia neve és rangja egyetemi ranggá változott.

### További átszervezések
2000. január 1-jén alapító tagja lett a Szent István Egyetemnek, s ez a név megváltozásával is járt. Ennek lényegi eleme, hogy hozzácsatolták az addig önálló Kertészeti és Élelmiszeripari Egyetem három karát. Ezzel az Egyetem két campusra bővült: a budai és a gödöllői campusra. A három budai kar 2004 és 2016 között a Budapesti Corvinus Egyetem része volt, majd visszatért a Szent István Egyetem kötelékébe.
Az egyetem átkerült alapítványi támogatási rendszerbe, és 2021 február elsejétől kezdve Magyar Agrár- és Élettudományi Egyetem gödöllői karainak egyesített neve: Szent István Campus.